# 松永拓也
松永 拓也（まつなが たくや、1990年6月10日 - ）は、京都府亀岡市出身のプロサッカー選手。ポジションはMF。

## クラブ歴
京都市立伏見工業高等学校卒業後、関西学院大学へ進学するも、サッカーに熱中するあまり単位が取れず中退。
DRIPを経て、友人の紹介で2011年FC北陸に入団。Jリーグクラブのトライアウトを受験するも入団に至らず、2016年にリトアニアのFKウテニス・ウテナへ移籍。
その後、JKタリナ・カレフ、KÍクラクスヴィークに在籍した。
2019年にインドネシアのカルテン・プトラFCに移籍。翌年、プルシプラ・ジャヤプラに移籍し、開幕節からスターティングメンバーとして出場した。
2022年、キルギスのFCドルドイ・ビシュケクに移籍し、キルギス・プレミアリーグ初の日本人選手としてプレーした。
2023年、カザフスタンのイェリマイ・セメイ（2部リーグ所属）に移籍。同国リーグ初の日本人選手となった。
2024年、インドネシアのPSBSビアクに移籍。